# 合金の一覧
合金の一覧は卑金属のアルファベット順により集めた一覧である。それぞれの見出しの中でも合金をアルファベット順にグループ分けしている。いくつかの主要合金元素は合金の名前の後に任意に列挙している。

## 卑金属合金

### アルミニウム
- AA-8000: AA-1350の代わりとして、米国電気コードに準拠したアメリカの電気建築用ワイヤ[1]
- Al–Li（2.45%リチウム）: スペースシャトルなどの航空宇宙の用途
- アルニコ（ニッケル、コバルト）: 永久磁石
- ジュラルミン（銅）
- マグナリウム（5-50%マグネシウム）: 航空機のボディ、はしご、花火など
- アルミニウム・スカンジウム（スカンジウム）
- Y合金 （4%銅、ニッケル、マグネシウム）

アルミニウムはβ–Al–Mgのように複雑金属合金を形成する

### ビスマス
- ローズメタル （鉛、錫）
- ウッドメタル（鉛、錫、カドミウム）

### クロム
- 水素化クロム（水素）
- ニクロム（ニッケル）

### コバルト
- メガリウム
- ステライト（クロム、タングステン、炭素）
  - タロナイト
- ビタリウム

### 銅
- ヒ素銅
- ベリリウム銅（ベリリウム）
- ビロン（銀）
- 黄銅（亜鉛）
  - Calamine brass（亜鉛）
  - Chinese silver（亜鉛）
  - Dutch metal（亜鉛）
  - Gilding metal（亜鉛）
  - Pinchbeck（亜鉛）
  - プリンスメタル（亜鉛）
  - トムバック（亜鉛）
- 青銅（錫、アルミニウムなど）
  - アルミニウム青銅（アルミニウム）
  - ヒ素青銅
  - ベルメタル（錫）
  - フィレンツェ青銅（アルミニウムまたは錫）
  - Glucydur（ベリリウム、鉄）
  - 砲金（錫、亜鉛）
  - リン青銅（錫、リン）
  - Ormolu （金銅）（亜鉛）
  - シリコン青銅
  - スペキュラム合金（錫）
- コンスタンタン（ニッケル）
- 水素化銅（水素）
- 銅タングステン（タングステン）
- Corinthian bronze（金、銀）
- クニフェ（ニッケル、鉄）
- 白銅（ニッケル）
- CuSil（銀）
- Cymbal alloys （ベルメタル）（錫）
- デバルダ合金（アルミニウム、亜鉛）
- エレクトロン貨（金、銀）
- マンガニン（マンガン、ニッケル）
- Melchior（ニッケル）; 高耐食性により海洋用途の凝縮管に用いられる
- 洋白（ニッケル）
- ノルディック・ゴールド（アルミニウム、亜鉛、錫）
- 赤銅（金）
- トゥンバガ（金）

### ガリウム
- Al Ga （アルミニウム、ガリウム）
- Galfenol（鉄）
- ガリンスタン（インジウム、錫）

### 金
下の注参照
- カラードゴールド（銀、銅）
- Crown gold（銀、銅）
- エレクトロン貨（銀、金）
- ローズゴールド（銅）
- トゥンバガ（銅）
- ホワイトゴールド（ニッケル、パラジウム）

### インジウム
- フィールドメタル（ビスマス、錫）

### 鉄
- フェロアロイ
  - Ferroboron
  - Ferrocerium
  - Ferrochrome
  - Ferromagnesium
  - Ferromanganese
  - Ferromolybdenum
  - Ferronickel
  - Ferrophosphorus
  - Ferrosilicon
  - Ferrotitanium
  - Ferrouranium
  - Ferrovanadium
- インバー／不変鋼（ニッケル）
- 鋳鉄 （炭素）
- 銑鉄 （炭素）
- 水素化鉄(II) （水素）
- コバール（ニッケル、コバルト）
- 鋼／鋼鉄（炭素）
  - クロムモリブデン鋼／クロモリ（クロム、モリブデン）
  - Crucible steel
  - ダマスカス鋼／ウーツ鋼
  - 高マンガン鋼／ハッドフィールド鋼
  - 高速度鋼／ハイス
    - Mushet steel

  - HSLA steel
  - マルエージング鋼／マレージング鋼
  - Reynolds 531
  - ケイ素鋼 (ケイ素)
  - ばね鋼
  - ステンレス鋼（クロム、ニッケル）
    - AL-6XN
    - Alloy 20
    - Celestrium
    - Marine grade stainless
    - Martensitic stainless steel
    - Alloy 28 or Sanicro 28（ニッケル、クロム）
    - Surgical stainless steel （クロム、モリブデン、ニッケル）
    - Zeron 100 （クロム、ニッケル、モリブデン）

  - 工具鋼（タングステンまたはマンガン）
    - Silver steel (US:Drill rod) （マンガン、クロム、ケイ素）

  - 耐候性鋼／コールテン鋼／コルテン鋼 （ケイ素、マンガン、クロム、銅、バナジウム、ニッケル）

### 鉛
- Molybdochalkos（銅）
- はんだ（錫）
- Terne （錫）
- 活字合金（錫、アンチモン）

### マグネシウム
- Elektron
- マグノックス（0.8%アルミニウム、0.004%ベリリウム） 原子炉に使われる
- T-Mg–Al–Zn (Bergman phase) は複雑金属合金

### マンガン
- M2052制振合金　Mn73、Cu20、Ni5、Fe2(原子重量%) からなり、高い制振性能を持つマンガン合金

### 水銀
- アマルガム
- Ashtadhatu

### ニッケル
- アルニコ（アルミニウム、コバルト）; 磁石に使われる
- Alumel （マンガン、アルミニウム、ケイ素）
- Brightray （20%クロム、鉄、レアアース）元々硬質のバルブシートに使われた
- Chromel （クロム）
- 白銅（青銅、銅）
- フェロニッケル （鉄）
- 洋白／洋銀／ニッケルシルバー／ジャーマンシルバー （銅、亜鉛）
- Hastelloy （モリブデン、クロム、時々タングステン）
- Inconel（クロム、鉄）
- Monel metal （銅、鉄、マンガン）
- ニクロム（クロム）
- Nickel-carbon （炭素）
- Nimonic （クロム、コバルト、チタン）ジェットエンジンのタービンブレードに使われる
- Nisil （ケイ素）
- Nitinol （チタン、形状記憶合金）
- 磁気的に「ソフトな」合金
  - Mu-metal （鉄）
  - Permalloy （鉄、モリブデン）
  - Supermalloy（モリブデン）
  - 黄銅（銅、亜鉛、マンガン）
    - ニッケル水素（水素）
    - ステンレス鋼（クロム、モリブデン、炭素、マンガン、硫黄、リン、ケイ素）
    - Coin silver （ニッケル）

### プルトニウム
- プルトニウムアルミニウム
- プルトニウムセリウム
- プルトニウムセリウムコバルト
- プルトニウムガリウム（ガリウム）
- プルトニウムガリウムコバルト
- プルトニウムジルコニウム

### カリウム
- NaK（ナトリウム）

### レアアース
- ミッシュメタル（様々なレアアース元素）
- Terfenol-D （テルビウム、ジスプロシウム、鉄）SoundBugデバイスなどのポータブルスピーカーで使われる磁歪の高い合金

### ロジウム
- 偽パラジウム（ロジウム-銀合金）

### サマリウム
- SmCo（コバルト）; ギターピックアップ、ヘッドホン、衛星トランスポンダなどの永久磁石に使われる

### スカンジウム
- 水素化スカンジウム（水素）

### 銀
- Argentium sterling silver（銅、ゲルマニウム）
- ビロン
- Britannia silver（銅）
- Doré bullion （金）
- エレクトロン貨（金）
- Goloid（銅、金）
- Platinum sterling（白金）
- 四分一（銅）
- スターリングシルバー（銅）
- Tibetan silver（銅）

### ナトリウム
- NaK（カリウム）

### チタン
- 6al–4v （アルミニウム、バナジウム）
- Beta C （バナジウム、クロム他）
- Gum metal （ニオブ、タンタル、ジルコニウム、酸素）; 眼鏡フレーム、精密ねじなどに使用
- 水素化チタン（水素）
- 窒化チタン（窒素）
- Titanium gold （金）

### 錫
- バビット（銅、アンチモン、鉛）; ベアリング表面に使われる[2]
- Britannium （銅、アンチモン）
- ピューター（アンチモン、銅）
- Queen's metal （アンチモン、鉛、ビスマス）
- はんだ（鉛、アンチモン）
- Terne （鉛）
- White metal（銅、鉛）; 卑金属としてベアリングなどのめっきに使われる

### ウラン
- Staballoy （他の金属、通常はチタンやモリブデンと一緒にした劣化ウラン）上の鉄でのStaballoy参照
- 水素化ウラン（水素）

### 亜鉛
- Zamak （アルミニウム、マグネシウム、銅）
- 電気めっき亜鉛合金

### ジルコニウム
- ジルカロイ（錫）
- 水素化ジルコニウム（水素）